# IC 4304
IC 4304 је спирална галаксија у сазвјежђу Ловачки пси која се налази на листи објеката дубоког неба у Индекс каталогу.
Деклинација објекта је + 33° 25' 47" а ректасцензија 13h 35m 57,9s. Привидна величина (магнитуда) објекта IC 4304 износи 14,2 а фотографска магнитуда 15,0. IC 4304 је још познат и под ознакама UGC 8586, MCG 6-30-55, CGCG 190-32, PGC 47980.